# Epictia magnamaculata
Epictia magnamaculata là một loài rắn trong họ Leptotyphlopidae. Loài này được Taylor mô tả khoa học đầu tiên năm 1940.